# 神霄派
神霄派是道教的一个派别。在北宋末年从天师道演化形成，代表人物为王文卿、林灵素。“神霄”之名，来源于《灵宝无量度人上品妙经》。该经根据古代天有“九霄”、“九重”之说，指认其中最高一重为“神霄”。神霄派主要修习五雷符，谓行此法可役鬼神，致雷雨，除害免灾。其理论基础是天人合一、天人感应与内外合一说。谓上天与我同体，人之精神与天时、阴阳、五行一脉相通，此感必彼应；而其基础又在于行法者平时的内修，行法者内修功行深厚，风云雷雨可随召而至。宋徽宗頗為推崇神霄派，並自號「教主道君皇帝」。

## 簡介
北宋宋徽宗宣和初(1119年)，王文卿渡扬子江，遇一异人“汪君”（“火师汪真君”），授以“飞章谒帝之法及啸命风雷之书”，能召风雷。后游清真洞天，遇一老妪，授以嘘呵风雨之文，再经汪君指点，乃能役鬼神，致雷电。此后，除旱治疾，济人甚众，名闻江湖间。
据《历世真仙体道通鉴续编》卷五《火师汪真君传》载，汪真君，名子华，字时美。唐玄宗开元二年（714）生于蔡州汝阳县。年四十弃儒学道，与颜真卿同师白云先生李约，再师赤城先生司马承祯。后住南岳祝融峰下修道，九年不出山。再遇紫虚元君幸南岳，授以至道。再修二十八年，丹成道备。
南宋时期道士萨守坚也以神霄雷法出名，并且后来还演化出萨祖派、西河派、天山派等以萨守坚为祖师的道派。元代神霄派代表人物有莫月鼎、胡道玄。明代的神霄派以陶仲文、周玄真、周思得为代表。神霄派道士以祈晴祈雨、驱邪治疾为能事，以擅长役吏雷霆而闻名。
全真道金丹派尊奉的五位为重要人物（南五祖）之一陈楠得自称“辛忠义”（“行忠义”）的道人所传“太上三五邵阳铁面火车五雷大法”，能够“役使鬼神，呼召雷雨，耳闻九天，目视万里”。神霄派也奉他为本派祖师之一。南宗南五祖之一白玉蟾并撰有多种雷法著作。《道法会元》收录有陈楠、白玉蟾所传神霄派谱系。
第三十代张天师张继先亦对发展神霄派有贡献。第四十三代张天师张宇初《道门十规》称：“神霄自汪、王二师而下，则有张、李、陈、白、萨、潘、杨、唐、莫诸师，恢弘犹至。”其中的张，即指张继先。张继先撰有《明真破妄章颂》，以阐发雷法理论。
该派主张通过内炼作为符箓之本，认为要想祈禳灵验，就要运用自己的元神。王文卿说:“中理五气，混合百神，以我元命之神，召彼虚无之神；以我本身之气，合彼虚无之气，加之步罡诀目，秘咒灵符，斡动化机，若合符契，运雷霆于掌上，包天地于身中。” 萨守坚说:“行先天大道之法，遣自己元神之将，谓之法也。”“学者无求之他，但求之吾身可也。夫五行根于二气，二气分而为五行，人能聚五行之气，运五行之气为五雷，则雷法乃先天之道，雷法乃在我之神，以气合气，以神合神，岂不如响斯答耶!”“会此之道，参此之理，则二气不在二气，而在吾身。五行不在五行，亦在吾身。吹而为风，运而为雷，嘘而为云，呵而为雨，千变万化，千态万状，种种皆心内物质之。”
明代，其官方承认的道教只有全真道、正一道這兩派，天师道以外的符箓诸派，包括靈寶派、神霄派，逐渐被视为正一派的分支。